# Tratado de Alianza Defensiva
El Tratado de Alianza Defensiva, llamado en Chile Pacto Secreto Perú-Bolivia o Tratado Riva Agüero-Benavente, fue un acuerdo internacional suscrito por Perú y Bolivia —mediante sus representantes, José de la Riva Agüero y Looz Corswarem y Juan de la Cruz Benavente, de manera respectiva— en Lima el 6 de febrero de 1873.
Según los signatarios, el pacto tenía el propósito de formar una alianza defensiva, definir el proceso a seguir antes de declarar el casus foederis y, durante la guerra, asignar los costos a pagar frente a cualquier agresión de Chile, país que no es mencionado en el pacto, pero que los signatarios posteriormente nombraron como motivo del pacto para descartar oficialmente a Brasil.
Los historiadores (Gonzalo Bulnes,: 57  Jorge Basadre, Pedro Yrigoyen Diez Canseco, Edgardo Mercado Jarrín) consideran que el verdadero objetivo del tratado era imponer a Chile las fronteras convenientes a Perú, Bolivia y Argentina por medio de un arbitraje obligado de la alianza mientras Chile fuese militarmente débil, es decir, antes de la llegada de las fragatas blindadas Cochrane y Blanco Encalada.
Los signatarios preveían la incorporación de Argentina al pacto, pero tras la aprobación de la Cámara de Diputados de Argentina en 1873, la adhesión argentina no fue aprobada por el Senado de ese país en 1874. En 1875 y en 1878 Argentina, en peligro de guerra con Chile, intentó ingresar al pacto, pero Perú rechazó diplomáticamente la oferta. Al comienzo de la Guerra del Pacífico, Perú y Bolivia buscaron la adhesión de Argentina al pacto, y proyectaron ofrecer a cambio los territorios chilenos ubicados entre el 24°S y el 27°S, pero el gobierno argentino rechazó la oferta.
El tratado fue concebido y firmado secretamente y el último de sus artículos establece que no se dará a conocer hasta que los gobiernos lo consideren necesario, lo que no ocurrió sino hasta días antes del inicio de la guerra con Chile. Sin embargo, los historiadores concuerdan en que diplomáticos chilenos fueron por lo menos informados de la existencia de un tratado contra su país aunque no concuerdan sobre cuando y si el contenido del tratado fue conocido y si se le asignó la validez correcta al tratado y a la información.
Otra tesis da cuenta que probablemente el gobierno chileno decidió ignorar la existencia de este tratado, pese a saber de su existencia, ya que el mismo implicaba declarar la guerra, encontrándose las fuerzas armadas chilenas en un paupérrimo estado de preparación.[cita requerida]
El pacto es sumamente controvertido, algunos historiadores lo consideran legítimo, defensivo y circunstancial, además de haber sido conocido por el espionaje de Chile poco después de su firma. Otros historiadores, por el contrario, lo consideran agresivo y causante de la guerra de 1879:
Los historiadores chilenos han sido unánimes en considerar que el carácter secreto del tratado de 1872 avala el ánimo belicoso en que se había gestado. Más aún: el tratado fue una de las causas formales que esgrimió la diplomacia chilena en los momentos previos a la guerra
Los historiadores difieren también en las razones, extensión y vigencia de su secreto. Las razones de su secreto, la invitación a Argentina y la razón por la cual Perú no permaneció neutral en circunstancias que Bolivia no había cumplido el acuerdo de 1873 al firmar el tratado de 1874 sin informarle, son discutidas hasta hoy.

## Historia del tratado

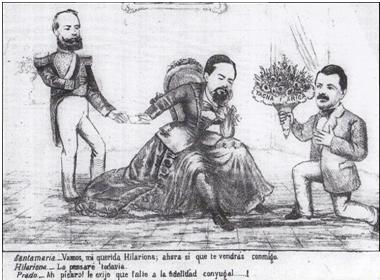
La política boliviana de Chile consistía en atraer a Bolivia y deshacer la alianza de Perú y Bolivia. La caricatura, publicada por El Barbero en Santiago de Chile el 18 de octubre de 1879, muestra a Hilarión Daza caracterizado como una mujer, siendo cortejada por el jefe de gabinete chileno, Domingo Santa María, con un ramo de flores donde se leen los nombres de Tacna y Arica. Por otra parte, el presidente del Perú Mariano Ignacio Prado recibe un sobre de manos de Daza, por el cual se impone de las intenciones chilenas, a la par que interpela a Santa María por incitar a la infidelidad de la nación del altiplano.

Tras su independencia, los países de América del Sur acordaron establecer sus fronteras según lo que habían sido durante la colonia española. Pero las fronteras trazadas en los documentos coloniales eran imprecisas y a veces contradictorias y los territorios desconocidos. A fines del siglo XIX la búsqueda de oportunidades económicas en los hasta entonces territorios desconocidos provocó disputas territoriales entre varios países sudamericanos. Había también casos especiales como Tarija, que había pertenecido durante la colonia a (lo que sería más tarde) Argentina, y que deseaba, tras la independencia, pertenecer a (lo que sería más tarde) Bolivia. En pocas palabras, las fronteras no estaban firmemente definidas.
Existían, entre otros casos, fronteras imprecisas entre Perú y Bolivia, Bolivia y Argentina, Bolivia y Brasil, Chile y Argentina, Argentina y Brasil. Perú y Chile no tenían frontera común y la frontera de Chile y Bolivia había sido definida en 1866 por un tratado que la determinó en el paralelo 24°S, pero que obligaba a ambos países a compartir por partes iguales los ingresos provenientes de impuestos a la explotación de metales extraídos desde la llamada "zona de mutuos beneficios" que comprendía la región entre los paralelos 23°S y 25°S.
Al comienzo de la década de 1870, las relaciones entre Chile y Bolivia estaban tensas, debido a que ambos países no se avenían en la forma de cobrar, controlar y transferir a Chile la parte de los impuestos cobrados por Bolivia en la zona de beneficios mutuos. Se sumaban otros desacuerdos como si el recientemente descubierto mineral de plata de Caracoles estaba dentro o fuera de la zona de beneficios mutuos y cuales debían ser los "metales" mencionados en el tratado.
Argentina y Chile tenían pretensiones sobre la Patagonia y Tierra del Fuego que no lograban resolver y que se tensaban cada vez más a medida que los países crecían económicamente y sus medios de transporte los acercaban más. Brasil tenía discrepancias con Bolivia, Perú y Argentina, pero no con Chile, por lo cual era posible que dadas ciertas circunstancias ambos países podrían tener intereses comunes.
En agosto de 1872, Quintín Quevedo, político boliviano partidario del depuesto Mariano Melgarejo, salió con una expedición desde Valparaíso para derrocar al gobierno boliviano, supuestamente con la anuencia de las autoridades chilenas. Su intento fracasó, pero para el gobierno boliviano fue una prueba de la animadversión del gobierno chileno. El gobierno peruano, que desde la guerra hispano-sudamericana tenía una supremacía naval en el océano Pacífico con sus poderosos navíos de guerra; la fragata blindada Independencia y el monitor blindado Huáscar, y controlaba el comercio internacional de Bolivia a través del puerto de Arica, advirtió al gobierno chileno que Perú no toleraría una intervención extranjera en Bolivia.
Chile, Perú y Bolivia tenían intereses económicos en el salitre depositado en las provincias de Tarapacá (en Perú) y Antofagasta (en Bolivia). Los depósitos salitreros en Chile eran económicamente irrelevantes, pero las empresas y el trabajo de chilenos eran importantes en Perú y Bolivia en la explotación del salitre y Valparaíso era el centro comercial donde se tranzaba el producto y desde donde se abastecía la desértica zona de explotación. El 18 de enero de 1873, el gobierno peruano, acosado por el déficit fiscal, decretó el estanco del salitre (el que por ineficaz nunca fue aplicado), como una medida destinada a aumentar los ingresos provenientes del guano a través del control del precio y cantidad del salitre exportado y es discutido si ya en ese entonces Perú intentó controlar el precio del salitre boliviano.

### Génesis del tratado
Frente al ímpetu de las inversiones y trabajo chileno en Tarapacá y Antofagasta, el Perú sintió amenazada su supremacía en la costa del Pacífico. Por su parte, en noviembre de 1872 y ante la imposibilidad de resolver los asuntos derivados del tratado limítrofe con Chile de 1866 (las negociaciones del Acuerdo Corral-Lindsay estaban aún en curso), la Asamblea boliviana autorizó secretamente a su gobierno negociar y ratificar una alianza con Perú sin necesidad de posterior aprobación por la asamblea.
El plenipotenciario boliviano Juan de la Cruz Benavente comenzó las gestiones para la suscripción del tratado secreto en los últimos días de 1872, culminando con el trascendental documento firmado el 6 de febrero de 1873. El congreso peruano, presidido por Francisco de Paula Muñoz, actuando como secretarios Félix Manzanares y José María González, lo aprobó el 22 de abril, al parecer con solo nueve votos en contra. Las actas de estas sesiones desaparecieron más tarde del archivo del Congreso y nunca han vuelto a ser encontradas.
Para fortalecer el pacto contra Chile y como estaba previsto en el pacto, Perú buscó inmediatamente la adhesión de Argentina al tratado y envió a Buenos Aires a Manuel Yrigoyen (no confundir con el contemporáneo argentino Bernardo de Irigoyen) para promover sus propósitos. La tarea de M. Yrigoyen fue coronada inicialmente por el éxito y el 24 de septiembre de 1873 la Cámara de Diputados de Argentina aprobó la adhesión al pacto y fondos adicionales para el ministerio de guerra por $6,000,000. El gobierno argentino bajo la presidencia de Domingo Faustino Sarmiento y con Carlos Tejedor como ministro de relaciones exteriores, necesitaba aún la aprobación del Senado argentino.: 308 
A pesar de los ingentes esfuerzos de M. Irigoyen, que de paso manejaba la política exterior boliviana en Buenos Aires, los tres aliados no lograban conciliar sus intereses: Argentina y Perú temían provocar a Brasil e incitar un eje Chile-Brasil. Para subsanar ese escollo Perú, discretamente, aseguró al Brasil que el tratado no estaba dirigido contra él ni afectaba sus intereses y más aún, el presidente peruano Manuel Pardo pidió a Argentina y Bolivia introducir un nuevo artículo, complementario al tratado, asegurando que el tratado no estaba orientado contra Brasil sino solo contra Chile:: 94 

La alianza no tratará cuestiones que por razones politicas o territoriales puedan ocurrir entre la confederación y el Brasil, sino que se tratará solamente de cuestiones limítrofes entre Argentina, Bolivia y Chile y los otros asuntos que puedan sucitarse entre las partes signatarias.

Manuel Pardo Artículo a agregar al tratado para satisfacer a Brasil

Sin embargo, Bolivia y Argentina no se avenían en el asunto Tarija-Chaco. Argentina deseaba marginar a la militarmente débil Bolivia como detonante de un casus foederis y ofreció un pacto Argentina-Perú que protegería a Perú contra un pacto Chile-Bolivia. Perú rechazó esa opción porque, no teniendo frontera con Chile, comprometía al Perú en la disputa de la Patagonia y Tierra del Fuego sin comprometer a Argentina en la protección de los intereses peruanos sobre el salitre boliviano.: 309 
El 28 de septiembre de 1873 la materia fue discutida en el Senado argentino y la decisión fue pospuesta hasta el 1 de mayo de 1874. Aparentemente fue aprobada, faltando solamente la aceptación de ciertas declaraciones que posteriormente fueron resistidas por el ministro boliviano de relaciones exteriores Mariano Baptista.: 78 
Entretanto el tratado tendría pronto una consecuencia. Para superar las desavenencias causadas por la aplicación del tratado limítrofe de 1866, los negociadores Lindsay (Chile) y Corral (Bolivia) habían acordado en 1873 un tratado complementario al limítrofe de 1866, con él se esperaba arreglar los asuntos pendientes con ventajas para ambos países. Este tratado complementario fue aprobado en Chile pero la asamblea de Bolivia, bajo la influencia peruana, rechazó el tratado:

El tratado Corral-Lindsay fue muy mal visto por el gobierno y por la prensa peruana. Aconsejó aquél al de Bolivia insistentemente que lo denunciara, así como el tratado de 1866, con el propósito de obtener un arreglo mejor o de dar lugar, con la ruptura de las negociaciones, a la mediación del Perú y de la Argentina.
Jorge Basadre Historia de la República del Perú

De hecho, en una carta del ministro de relaciones exteriores del Perú, Riva-Agüero, a su representante en Bolivia, La Torre, le instruye:: 75 

6 de agosto.--Asi pues, lo que a ésta [Bolivia] conviene es no perder tiempo en dilaciones inútiles que a nada conducirán sino a permitir que Chile se arme suficientemente. Si el gobierno de Bolivia comprende sus intereses, si quiere no perder parte o todo su litoral, debe decir de una vez su última palabra respecto del Tratado de 1866 i de la Convención Corral-Lindsay: debe romper definitivamente esos pactos, bien sea haciendo que la Asamblea estraordinaria desapruebe el uno i resuelva la sustitución del otro por los insuperables inconvenientes que ha encontrado en la práctica, bien sea adoptando otro medio que
conduzca al mismo resultado, pero procurando siempre que, el rompimiento de relaciones no lo haga Bolivia sino que sea Chile quien se vea precisado a llevarlo a cabo.
Rotas las relaciones i declarado el estado de guerra Chile no podria sacar ya sus blindados i, sin fuerzas bastantes para atacar con ventaja, se vería en la precision de aceptar la mediación del Perú, la que en caso necesario se convertiría en mediación armada si las fuerzas de aquella República pretendiesen ocupar Mejillones i Caracoles.

A las anteriores consideraciones puede US. agregar otras que no dudo acabarán de decidir al Gobierno de Bolivia a adoptar la línea de conducta indicada. Me refiero a la casi seguridad que tenemos de la adhesión a la alianza por parte de la República Arjentina.
José de la Riva Agüero, Ministro de Relaciones Exteriores del Perú Carta del 6 de agosto de 1873 al Embajador peruano en Bolivia Aníbal Víctor de la Torre

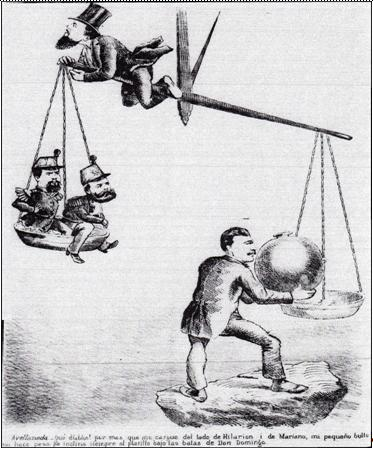
Caricatura publicada el 22 de noviembre de 1879 en la revista chilena "El Barbero". Daza (al extremo izquierdo), Prado, y Nicolás Avellaneda (con el sombrero de cilindro) se han colocado ellos mismos en la balanza para contrarrestar, infructuosamente, la supremacía militar chilena durante la guerra, representada por una inmensa bala de cañón que ha puesto el chileno Santa María, considerado el cerebro del gobierno chileno durante la guerra.
En realidad, el gobierno chileno cedió sus derechos sobre la Patagonia oriental a cambio del Estrecho de Magallanes completo, durante la guerra, para evitar una guerra en dos frentes.

### Cambio en la actitud boliviana y llegada de la fragata blindadaCochrane
Mientras Perú y Argentina buscaban la forma de llegar a un acuerdo, ocurrieron dos hechos que modificaron completamente la situación.
Bolivia se desilusionó del pacto, persiguió sus propios objetivos y decidió sustituir el tratado de 1866.: 107  El 6 de agosto de 1874 los gobiernos de Chile y Bolivia firmaron el tratado de límites de 1874.
El 26 de diciembre de 1874 llegó a Chile la fragata blindada Cochrane que, aun estando sin sus terminaciones, volcó el balance del poder naval a favor de Chile en el Pacífico. A partir de ese momento, Perú se percató de que no debía ser arrastrado a un conflicto con Chile por la Patagonia y que Argentina no deseaba ir a la guerra con Chile por territorios bolivianos.
Estos dos eventos, más el cambio de gobierno en Argentina de Sarmiento a Nicolás Avellaneda pusieron fin, por el momento, a los esfuerzos para obtener la adhesión de Argentina al pacto. Perú ordenó a su representante en Buenos Aires, cesar esos intentos y rechazar diplomáticamente cualquier intento argentino de ingresar al pacto.
En 1875 y 1878, cuando se inflamó nuevamente la disputa territorial entre Chile y Argentina, fue Argentina la que buscó ingresar al pacto. En 1875 el ministro de relaciones exteriores del Perú ordenó a su ministro en Buenos Aires, en varias cartas, impedir la adhesión argentina cuidadosamente. Querejazu las resume:

La Argentina cree que adhiriéndose a nuestro tratado arribará a una solución favorable en sus cuestiones con Chile... Es indispensable que proceda usted con la mayor cautela y tino... En caso de que encuentre un pretexto natural para suspender este asunto, hágalo...pero es preciso que sea un pretexto muy bueno, que no choque ni parezca violento.
 Aníbal Víctor de la Torre, Ministro de Relaciones Exteriores del Perú Cartas de julio y agosto de 1875 a su representante en Buenos

## Guerra del Pacífico y el tratado

### Reconocimiento público del tratado
En febrero de 1878, Bolivia impuso un impuesto sobre las compañías chilenas que trabajaban el salitre en Antofagasta. El gobierno chileno protestó y solicitó una mediación para resolver el problema. En noviembre, el gobierno chileno advirtió que la imposición del impuesto anularía el tratado de límites y renacerían para Chile los derechos anteriores al tratado. El gobierno boliviano ordenó a comienzos de febrero el embargo y remate de los bienes de la compañía chilena para el 14 de febrero de 1879. Ese día 200 soldados chilenos ocuparon el puerto y la ciudad bajo el aplauso de la población mayoritariamente chilena.
Bolivia solicitó a Perú la declaración del casus foederis. Perú ofreció a Chile y Bolivia mediar en el asunto. Ambos gobiernos aceptaron la oferta. Cuando el mediador José Antonio de Lavalle en Santiago y el presidente del Perú Ignacio Prado fueron cuestionados por el gobierno de Chile sobre la existencia de un tratado secreto de alianza entre Perú y Bolivia, el gobierno peruano reconoció públicamente por primera vez la existencia del tratado.
Ante la exigencia de Chile al Perú de declararse neutral, Perú pidió más tiempo para una consulta al congreso. Sin esperar la respuesta Chile declaró la guerra a ambas naciones el 5 de abril de 1879, dando, entre otras razones, la existencia del tratado secreto.
Según el gobierno de Chile, la existencia del tratado fue una de las causas de la guerra.

### El tratado en la Guerra del Pacífico

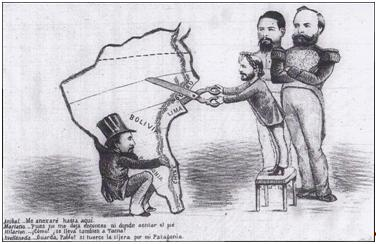
Caricatura publicada en Chile durante la Guerra del Pacífico, muestra como Aníbal Pinto, con los laureles de la victoria, se corta un pedazo de América, Avellaneda abraza la Patagonia. Prado y Daza deben observar impotentes la pérdida de su territorio.

Su publicación en Chile poco antes del estallido de la guerra, tuvo un enorme impacto sobre la opinión pública, que obligó al gobierno a considerar Perú no más como neutral sino como un aliado de Bolivia.
Al comienzo de la guerra, Perú y Bolivia proyectaron entregar los territorios chilenos entre el 24°S y el 27°S a Argentina a cambio de su entrada a la guerra. Más tarde la oferta fue repetida por Manuel Irigoyen al presidente argentino Avellaneda, pero fue rechazada por Argentina por falta de una escuadra adecuada para enfrentar a la chilena.: 387 
Ya en guerra, Perú y Bolivia acordaron la normas sobre subsidios y contingentes de fuerzas de mar y tierra que debería aportar y costear cada una, según el tratado secreto, y que tras la guerra le serían cobrados a Chile como indemnización de guerra. En Bolivia fue muy criticado el acuerdo porque hizo cargar el costo de la guerra sobre Bolivia.
Durante la conferencia de paz en Arica sobre el buque de guerra estadounidense USS Lackawanna en octubre de 1880, Chile exigió la abrogación del tratado. La conferencia no tuvo éxito.
Tras la batalla de Tacna en 1880, las tropas bolivianas no volvieron a luchar contra Chile (aunque si continuaron algunos soldados) y el aporte de Bolivia se restringió a material de guerra entregado al Perú.

### Invocación del tratado por el Perú en 1879
Según Basadre, tras el fracaso de la adhesión de Argentina y el tratado de límites de 1874, Perú mantuvo una actitud pasiva. Perú no buscó problemas con Chile, ni hizo un ataque preventivo antes de que Chile alcanzara la supremacía, ni se rearmó para igualar a Chile, ni rescindió el pacto secreto para no provocar una alianza Chile-Bolivia.
H. Pereyra considera roto el artículo VIII del pacto de 1873 (“no concluir tratados de límites o de otros arreglos territoriales sin conocimiento previo de la otra parte contratante”) y con ello nulo el tratado. Otros como J. Basadre piensan que "El tratado quedaba silenciosamente en reserva, como recurso extremo ...". Según Querejazu, quien cita un informe de Serapio Reyes Ortiz, por lo menos al inicio de la crisis, el gobierno peruano no consideraba vigente el tratado de 1873 debido a la inconsulta firma de Bolivia en el tratado de 1874.
Las razones dadas por los historiadores para la declaración peruana del casus foederis han sido el honor, la defensa de una república hermana, la presión de la política interna, la creencia de que Chile avanzaría de cualquier manera sobre Tarapacá y el temor de empujar a Bolivia a los brazos de Chile.

## Divergencia sobre el conocimiento del tratado en Chile antes de su publicación
No existe unanimidad entre los historiadores si acaso el gobierno de Chile conocía en su totalidad el contenido del tratado, si lo consideraba vigente o siquiera le daba validez a los rumores.
El historiador chileno Mario Barros asegura que Carlos Walker Martínez (embajador chileno en Bolivia) sabía de su existencia, que Joaquín Godoy (emb. chileno en Lima) lo memorizó casi correctamente, y que Guillermo Blest Gana (emb. chileno en Buenos Aires) supo de las líneas generales poco después de ser tratado en la Cámara de Diputados y que Brasil lo publicó íntegramente en su Boletín de Pactos Internacionales y posteriormente los Estados Unidos de América lo habrían publicado en la revista Foreign Relations en la edición del 15 de enero de 1874. Sin embargo, comenta Manuel Barros, pese a la evidencia de la información, solo cuatro personas creyeron a Blest Gana cuando personalmente le informó al gobierno.: 313ff 
Por su parte, el historiador peruano Basadre hace notar que Walker Martínez (vinculado familiarmente al canciller boliviano Baptista) aludió a la existencia de la alianza en su libro Páginas de un viaje a través de la América del Sur (Santiago, 1876, p. 217); y que Blest Gana compró el texto completo del tratado a través de la legación brasileña en Buenos Aires, hecho que fue revelado por el publicista chileno Anselmo Blanlot (mencionado también por Mario Barros).
El historiador Percy Cayo afirma también que Blest Gana llegó a presenciar parte de la discusión sobre el tratado en el senado argentino.
Por el contrario, Sergio Villalobos argumenta que los conocimientos de Blest Gana eran vagos e imprecisos (informó de la sesión secreta como sesión para la compra de armas) y que J. Godoy no pudo haber sabido del pacto ya que el 28 de enero de 1874 escribió que un proyecto tal había quedado en mera tentativa. Walker Martínez, escribe Villalobos, no habría dado crédito a los rumores y por eso había comenzado las negociaciones que dieron como resultado el tratado de límites con Bolivia. Villalobos ve en la aceptación chilena de una mediación peruana en el conflicto con Argentina, en 1877, una prueba de que el gobierno chileno no sabía (o no tomaba en serio los rumores) acerca de un tratado secreto entre Bolivia y Perú. También asegura Villalobos que ni la supuesta edición brasileña ha sido jamás encontrada y la estadounidense era solo una nota que concluía en que el tratado no había sido aprobado.: 141ff 
El diplomático peruano Antonio de Lavalle asegura en su informe acerca de su mediación, que hasta su salida hacia Chile en marzo de 1879 él personalmente desconocía el tratado y que, además, durante un encuentro con el entonces presidente del Perú Pardo, le preguntó su opinión sobre las dos fragatas blindadas que Chile había mandado a construir en Europa y que la respuesta del presidente había sido "Yo también tengo dos acorazados, uno se llama "Bolivia" y el otro "Buenos Aires", pero que él, Lavalle, no había deducido de la respuesta la existencia de un tratado. Así mismo, el historiador boliviano Querejazu afirma que el dictador boliviano Daza fue informado de la existencia del tratado solo en diciembre de 1878.

## Interpretación histórica del tratado
Los historiadores concuerdan en los hechos básicos que hacen el tratado pero difieren sobre el cómo se debe interpretar su contenido y origen.
- Todos coinciden en que el propósito del tratado era aislar y obligar militarmente a Chile a modificar sus fronteras de acuerdo a los intereses de Argentina, Bolivia y Perú mientras Chile fuese militarmente débil, es decir antes de la llegada de las fragatas blindadas Cochrane y Blanco Encalada.

Gonzalo Bulnes,: 57  escribe:

La síntesis del Tratado secreto era ésta: la ocasion, el desarme de Chile: el pretexto para producir el conflicto, Bolivia: utilidad del negocio, la Patagonia i los salitres

Jorge Basadre escribe (Cap. 1, pág. 8):

La gestión diplomática peruana en 1873 ante la Cancillería de Bolivia fue en el sentido de que aprovechara los momentos anteriores a la llegada de los blindados chilenos para terminar las fatigosas disputas sobre el tratado de 1866 y de que lo denunciase para sustituirlo por un arreglo más conveniente, o bien para dar lugar, con la ruptura de las negociaciones, a la mediación del Perú y la Argentina.

Basadre explicó en (Cap. 1, pág. 8):

La alianza al crear el eje Lima-La Paz con ánimo de convertirlo en un eje Lima-La Paz-Buenos Aires, pretendió forjar un instrumento para garantizar la paz y la estabilidad en las fronteras americanas buscando la defensa del equilibrio continental como había propugnado "La Patria" de Lima.

anteriormente (Cap. 1, pág. 6) y en vísperas de que fuese suscrito el tratado, Basadre había expuesto lo explicado por "La Patria":

El Perú, según este articulista, tenía derecho para pedir la reconsideración del tratado de 1866. La anexión de Atacama a Chile (así como también la de Patagonia) envolvía una trascendencia muy vasta y conducía a complicaciones muy graves contra la familia hispanoamericana. El Perú defendiendo a Bolivia, a sí mismo y al Derecho, debía presidir la coalición de todos los Estados interesados para reducir a Chile al límite que quería sobrepasar, en agravio general del uti possidetis en el Pacífico. La paz continental debía basarse en el equilibrio continental.

Yrigoyen explica:

Tan profundamente convencido estaba el gobierno peruano de la necesidad que había de perfeccionar la adhesión de la Argentina al Tratado de alianza Peru-boliviano, antes de que recibiera Chile sus blindados, a fin de poderle exigir a este país pacíficamente el sometimiento al arbitraje de sus pretensiones territoriales, que, apenas fueron recibidas en Lima las observaciones formuladas por el Canciller Tejedor, se correspondió a ellas en los siguientes términos...

Edgardo Mercado Jarrín asevera:

El plan que el gobierno peruano proponía, sobre la base de la triple alianza, era este: "interponer nuestros buenos oficios si las cosas llegaran a un rompimiento, y proponer que los puntos cuestionados se sometan a un arbitraje. Si los buenos oficios no fuesen aceptados, entonces hacerles comprenderque asumimos el carácter de mediadores y que ligados como nos hallábamos, por un tratado, tendríamos que ayudar con nuestra fuerza si no se accedía a sujetarse a un arbitraje.

- Todos coinciden que el tratado fue concebido y firmado secretamente y que nunca fue comunicado oficialmente a Chile sino hasta unos días antes del inicio de la Guerra del Pacífico.
- Los historiadores difieren en cuanto sabía Chile sobre la existencia, contenido y validez del tratado.[14]: 143–150
- Los historiadores difieren si un control peruano sobre las salitreras bolivianas fue inspiración del tratado. Jorge Basadre niega esa intención pero Gonzalo Bulnes y Hugo Pereyra la consideran posible, el último en base también a un escrito del historiador contemporáneo Pietro Perolari–Malmignati que menciona el control del salitre como causa principal para la suscripción del tratado secreto.[22] Asimismo, es sabido que el ministro de RR.EE. del Perú Riva Agüero informó el 9 de enero de 1873 al plenipotenciario chileno en Lima, J. Godoy, que Bolivia y Perú formarían un estanco del salitre en Bolivia y que Perú se comprometía a comprar el salitre del estanco al mayor precio.[1]: 87 [14]: 129

El historiador peruano Jorge Basadre asegura que fue una alianza defensiva acordada para proteger las salitreras de Tarapacá, vecinas de las salitreras bolivianas en Antofagasta y también para prevenir un eventual pacto chileno-boliviano que persiguiera la entrega de las provincias peruanas de Tacna y Arica a Bolivia. Basadre niega cualquier interés económico peruano en las salitreras bolivianas, por lo menos en 1873 y argumenta que la ley del estanco del salitre del 18 de enero de 1873 fue una iniciativa del poder legislativo peruano y no del ejecutivo, que era partidario solo de un impuesto a la exportación; además, de que en 1876, cuando el Perú comenzó a interesarse en la compra de licencias de explotación del salitre boliviano, ya no tomaba iniciativas militares y diplomáticas para cercar a Chile, habiendo descartado la entrada de Argentina en el pacto.
Otro historiadores peruanos consideran el tratado legítimo, inofensivo, y malentendido porque dio a Chile un pretexto para la guerra, y que las negociaciones peruanas en Buenos Aires era solo una actitud de defensa.: 372 
El historiador chileno Gonzalo Bulnes argumenta que el tratado obligaba más a Bolivia y menos a Perú. Dado que Perú no tenía frontera con Chile, el único conflicto territorial que podía emerger era uno entre Chile y Bolivia y que por eso Perú podía permanecer neutral acogiéndose al artículo III (derecho de decidir si la ofensa recibida por la otra es un casus foederis), al contrario de Bolivia que estaba atada a Perú por el artículo VIII que restringía el derecho de los signatarios a celebrar tratados que afectaran las fronteras. El Perú no debía temer por sus territorios de Tarapacá, porque las pretensiones chilenas llegaban solo al paralelo 23°S y en cualquier caso una franja de territorio boliviano, que incluía Cobija y Tocopilla, permanecería entre Perú y Chile, acusa Bulnes.: 63– 
José Antonio de Lavalle, quien encabezó la mediación peruana en Chile durante la crisis del Impuesto de los 10 centavos, considera que haber rechazado el casus foederis en 1879 hubiese exitado la más intensa indignación en los bolivianos y el desprecio más profundo en los chilenos y hubiese duplicado a los enemigos de Perú. Finalmente, ve el tratado como una gravísima falta de Pardo, y escribe:hay en política faltas inevitables, que son consecuencia , no de una pretendida fatalidad, sino de una serie natural de causas y de efectos.: 20–29 

## Consecuencias y apreciación del tratado
La primera consecuencia del tratado fue el acercamiento entre Chile y Brasil.
De acuerdo a Jorge Basadre Perú descuidó sus defensas militares por su desmedida confianza en el tratado. A pesar de que no logró la adhesión de Argentina siguió confiando en sus blindados Bolivia y Buenos Aires, en referencia a la frase de M. Pardo.
Bolivia, confiada en su alianza militar con Perú, afrentó a Chile con la violación del tratado de 1874.
Jorge Basadre señala que fue un error que fuera firmado con carácter de secreto, ya que un documento de ese tipo, que debía pasar forzosamente por tres cancillerías y tres parlamentos para su aprobación, era imposible que se mantuviera secreto. Modesto Basadre escribió sobre el tratado: “unos cuantos combatimos la tal alianza; yo el más encarnizado… se aprobó el Tratado de Alianza a las tres de la mañana. Pedí la palabra y dije: …que tenía pleno convencimiento que nuestros hijos y los hijos de nuestros hijos maldecirán la aprobación de ese fatal Tratado”
El tratado ha sido causa de discusiones y presunciones hasta hoy. En 2017, Velásquez Villalba se pregunta "Acaso si Argentina se hubiera plegado al pacto, el destino de Chile ¿hubiera sido el mismo que el de Paraguay en la guerra de la Triple Alianza? Hubiera ocurrido a Chile lo mismo que a Paraguay si Argentina hubiera integrado el pacto?".: 29 
El mismo autor cita un reportaje sobre la guerra de las Malvinas en la revista chilena Qué Pasa de 13 de mayo de 1982: "Si hay un hecho lateral digno de estudio es el inusitado apoyo que el Perú ha dado a la Argentina. Para los analistas éste no es simplemente el espaldarazo de una “nación hermana” sino que hay algo más". Ese "algo más" sería, según los chilenos de la revista Que Pasa, "Algunos analistas chilenos, casi tímidamente, han sugerido la posible existencia de un pacto diplomático sino castrense, que uniría a países con los que tenemos fronteras comunes. Es difícil predecir la naturaleza del o los pactos, ya que éstos –como nos ha enseñado la historia- suelen ser secretos.": 79 